# 第十八季超級籃球聯賽
第十八季超級籃球聯賽為超級籃球聯賽（SBL）的第十八個賽季，隊伍有裕隆納智捷、台灣啤酒、桃園璞園建築、高雄九太科技和臺灣銀行，例行賽於2020年12月5日開幕。
比賽每節10分鐘，共40分鐘，採取5犯畢業，單洋將身高限制203公分，月薪總和3萬美元，首輪將由前4名球隊交叉對決，採5戰3勝制，勝隊將進行7戰4勝制的總冠軍戰。

## 基本資料
- 轉播單位：緯來體育台、緯來精采台、公視
- 例行賽：2020年12月5日—2021年4月25日
- 場館：新莊體育館、板橋體育館、和平籃球館、彰化縣立體育館、桃園市立體育館、鳳山體育館
- 賽制：
  - 例行賽：各隊應賽40場、十次循環，合計100場，前四名晉級季後賽。
  - 季後賽：首輪採5戰3勝制，總冠軍賽採7戰4勝制。
- 參賽隊伍：裕隆納智捷籃球隊、桃園璞園建築籃球隊、高雄九太科技籃球隊、台灣啤酒籃球隊、台灣銀行籃球隊
- 年度口號：FIGHT BACK！！

### 總教練更換
| 球隊       | 前任總教練 | 接任總教練 |
| 裕隆納智捷 | 李啟億     | 邱大宗     |
| 桃園璞園   | 麥班達     | 顏行書     |

### 球員轉隊名單
自由球員
- 含旅外返球員

| 球員   | 第17季所屬球隊 | 第18季所屬球隊 |
| 李啟瑋 | 桃園璞園建築   | 台灣啤酒       |
| 呂奇旻 | 桃園璞園建築   | 台灣啤酒       |
| 林郅為 | 富邦勇士       | 臺灣銀行       |
| 劉韋辰 | 富邦勇士       | 臺灣銀行       |
| 周暐宸 | 高雄九太科技   | 臺灣銀行       |
| 潘祥偉 | 台灣啤酒       | 臺灣銀行       |
| 吳曉謹 | 台灣啤酒       | 高雄九太科技   |
| 林任鴻 | 臺灣銀行       | 高雄九太科技   |
| 李秉鴻 | 富邦勇士       | 高雄九太科技   |
| 張家榮 | 台北達欣工程   | 高雄九太科技   |
| 翁嘉鴻 | 台北達欣工程   | 裕隆納智捷     |
| 李愷諺 | 高雄九太科技   | 裕隆納智捷     |
| 陳靖寰 | 高雄九太科技   | 桃園領航猿     |

## 隊員名單
最後更新：2020-11-26
| 球隊         | 教練 （粗體為總教練）       | 球員 （姓名前為背號、姓名後為中華民國曆生日） | 球員 （姓名前為背號、姓名後為中華民國曆生日）                                       | 球員 （姓名前為背號、姓名後為中華民國曆生日） |
| 球隊         | 教練 （粗體為總教練）       | 前鋒 | 中鋒                                                                                | 後衛 |
| 桃園璞園建築 | 顏行書 桑茂森               | 7 施顏宗 1992/05/29 8 邱柏璋 1995/11/02 9 林金榜 1985/06/15 14 陳景隆 1995/09/01 69 盧峻翔 1997/07/15 28 蔡揚名 1993/01/08                                                                  | 1 喬丹·托爾伯特 1992/11/08 45 溫立煌 1993/10/26                                     | 03 吳家駿 1994/03/03 06 李冠霆 1994/02/19 10 姜廣謙 1996/05/07 12 李家慷 1998/10/16 17 林義恩 1996/06/08 21 杜譽城 1995/06/08 53 梁浩真 1995/12/04  |
| 台灣啤酒     | 周俊三 劉華林 王建惟        | 0 黃鎮 1990/06/27 11 黃聰翰 1994/07/07 15 范士恩 1994/06/01 20 周伯勳 1991/03/06 22 黃泓瀚 1994/10/15 23 呂奇旻 1989/10/27 24 朱億宗 1986/08/04 27 王皓吉 1989/09/22 75 李啟瑋 1993/04/08   | 1 JD Miller 1996/12/01 89 陳兆豪 1992/06/12 91 蘇柏彰 1989/09/26                    | 03 王子綱 1993/01/27 05 陳昱翰 1993/12/14 10 簡祐哲 1995/09/10 14 蔣淯安 1991/08/04 8 陳世念 1984/04/08                                             |
| 裕隆納智捷   | 邱大宗 李啟億 蔡福財        | 08 周柏臣 1990/08/08 12 胡凱翔 1991/05/16 13 呂政儒 1986/04/06 14 張幃翔 1994/05/15 20 翁嘉鴻 1992/03/15 21 簡 浩 1985/03/07 28 盧冠良 1991/04/09 36 林宜輝 1986/03/24 93 郭昭男 1992/11/06 | 23 斑霸 1997/01/01 25 Rakeem Christmas 1991/12/10                                   | 0 盧冠軒 1995/04/02 23 李愷諺 1993/05/06 72 呂濟而 1992/01/15                                                                                       |
| 臺灣銀行     | 陳國維 許智強 莊曉文 陳禹誌 | 0 簡家暐 1997/07/29 09 林柏偉 1993/11/18 11 潘祥偉 1993/10/26 15 陳侑昫 1990/10/01 17 蘇士軒 1994/04/09 30 劉韋辰 1988/11/27 12 張家禾 1994/09/01                                           | 17 謝宗融 1995/08/16 10 劉人豪 1995/03/25                                           | 02 陳昱瑞 1995/12/22 03 李維哲 1991/05/08< 08 王泰傑 1992/11/17 24 高健益 1990/06/10 27 吳祐任 1993/11/05 49 李其恩 1995/12/17 68 張博勝 1987/02/02 |
| 高雄九太     | 劉嘉發 徐仲毅               | 1 李盈鋒 1993/01/07 8 陳文宏 1991/07/14 21 陳俊翰 1996/03/20 22 林任鴻 1993/12/18 23 林柏豪 1997/01/18 35 余純安 1992/02/13 41 蘇奕晉 1993/12/29 85 吳曉謹 1995/08/28                       | 14 勤明慶 1994/11/14 15 JC戰象 1996/01/15 16 吳宏興 1989/10/21 18 吳怡斌 1992/08/29 | 00 陳懷安 1997/04/29 04 李漢昇 1994/10/24 07 煥亞 1993/11/30 11 柯旻豪 1992/12/27 25 李秉鴻 1989/11/03                                              |

## 戰績表
| 球隊         | 應賽 | 已賽 | 勝場 | 敗場 | 勝率 | 勝差 | 名次 |
| 台灣啤酒     | 40   | 40   | 31   | 9    | .775 | —    | 1    |
| 裕隆納智捷   | 40   | 40   | 26   | 14   | .650 | 5.0  | 2    |
| 台灣銀行     | 40   | 40   | 15   | 25   | .375 | 16.0 | 3    |
| 高雄九太科技 | 40   | 40   | 14   | 26   | .350 | 17.0 | 4    |
| 桃園璞園     | 40   | 40   | 14   | 26   | .350 | 17.0 | 5    |

## 各隊對戰成績
- 對戰成績表

| 隊名         | 台灣啤酒 | 裕隆納智捷 | 台灣銀行 | 高雄九太科技 | 桃園璞園 |
| ------------ | -------- | ---------- | -------- | ------------ | -------- |
| 台灣啤酒     | X        | 7-3        | 9-1      | 7-3          | 8-2      |
| 裕隆納智捷   | 3-7      | X          | 7-3      | 9-1          | 7-3      |
| 台灣銀行     | 1-9      | 3-7        | X        | 5-5          | 6-4      |
| 高雄九太科技 | 3-7      | 1-9        | 5-5      | X            | 5-5      |
| 桃園璞園     | 2-8      | 3-7        | 4-6      | 5-5          | X        |

## 例行賽
第1場：桃園璞園建築 對 臺灣銀行 2020年12月5日 15:00
| 2020年12月05日 15:00 |

| 賽後數據 |

| 桃園璞園 73–81 臺灣銀行                                    |  |                                                             |
| 每節分數： 19–20、13–27、21–13、20–21                      |  |                                                             |
| 得分： 林金榜 14 篮板： 溫立煌, 盧峻翔 7 助攻： 李家慷 6 . |  | 得分： 張博勝 21 篮板： 謝宗融 11 助攻： 謝宗融, 蘇士軒 3 . |

第2場：裕隆納智捷 對 台灣啤酒 2020年12月5日 17:30
| 2020年12月05日 17:30 |

| 賽後數據 |

| 裕隆納智捷 69–82 台灣啤酒                                   |  |                                                 |
| 每節分數： 13–24、13–24、23–14、20–20                       |  |                                                 |
| 得分： 克里斯馬斯 20 篮板： 克里斯馬斯 10 助攻： 盧冠軒 6 . |  | 得分： 米勒 23 篮板： 米勒 14 助攻： 陳世念 5 . |

第3場：高雄九太科技 對 臺灣銀行 2020年12月6日 15:00
| 2020年12月06日 15:00 |

| 賽後數據 |

| 高雄九太 86–74 臺灣銀行                          |  |                                                  |
| 每節分數： 22–18、22–18、29–10、13–28            |  |                                                  |
| 得分： 布蘭登21 篮板： 布蘭登12 助攻： 李漢昇7 . |  | 得分： 謝宗融24 篮板： 謝宗融12 助攻： 陳昱瑞4 . |

第4場：台灣啤酒 對 桃園璞園建築 2020年12月6日 17:00
| 2020年12月06日 17:00 |

| 賽後數據 |

| 台灣啤酒 77–64 桃園璞園                     |  |                                                                         |
| 每節分數： 21–24、18–6、21–14、17–20        |  |                                                                         |
| 得分： 陳昱翰12 篮板： 米勒8 助攻： 米勒5 . |  | 得分： 李冠霆20 篮板： 邱柏璋, 李家慷, 溫立煌 5 助攻： 邱柏璋,陳景隆3 . |

第5場：桃園璞園建築 對 裕隆納智捷 2020年12月10日 18:00
| 2020年12月10日 18:00 |

| 賽後數據 |

| 桃園璞園 44–77 裕隆納智捷                      |  |                                                 |
| 每節分數： 2–17、15–14、11–20、16–26           |  |                                                 |
| 得分： 姜廣謙9 篮板： 蔡揚名7 助攻： 李冠霆4 . |  | 得分： 呂濟而16 篮板： 斑霸16 助攻： 李愷諺10 . |

第6場：高雄九太科技 對 台灣啤酒 2020年12月10日 20:00
| 2020年12月10日 20:00 |

| 賽後數據 |

| 高雄九太 77–80 台灣啤酒                          |  |                                              |
| 每節分數： 12–19、18–22、23–23、24–16            |  |                                              |
| 得分： 布蘭登28 篮板： 布蘭登13 助攻： 林任鴻5 . |  | 得分： 米勒27 篮板： 米勒16 助攻： 陳世念5 . |

第7場：桃園璞園建築 對 高雄九太科技 2020年12月12日 15:00
| 2020年12月12日 15:00 |

| 賽後數據 |

| 桃園璞園 66–70 高雄九太                      |  |                                                  |
| 每節分數： 17–15、12–17、17–18、20–20        |  |                                                  |
| 得分： 喬丹22 篮板： 喬丹14 助攻： 李家慷4 . |  | 得分： 布蘭登21 篮板： 布蘭登11 助攻： 李漢昇6 . |

第8場：臺灣銀行 對 裕隆納智捷 2020年12月12日 17:00
| 2020年12月12日 17:00 |

| 賽後數據 |

| 臺灣銀行 71–76 裕隆納智捷                       |  |                                                |
| 每節分數： 18–20、17–17、13–20、23–19           |  |                                                |
| 得分： 張博勝15 篮板： 蘇士軒6 助攻： 陳昱瑞4 . |  | 得分： 盧冠良19 篮板： 斑霸10 助攻： 盧冠軒5 . |

第9場：台灣啤酒 對 桃園璞園建築 2020年12月13日 15:00
| 2020年12月13日 15:00 |

| 賽後數據 |

| 台灣啤酒 83–79 桃園璞園（OT）                  |  |                                               |
| 每節分數： 14–17、18–10、24–15、16–30、： 11–7 |  |                                               |
| 得分： 米勒30 篮板： 米勒12 助攻： 蔣淯安10 .  |  | 得分： 盧峻翔26 篮板： 喬丹9 助攻： 林金榜5 . |

第10場：高雄九太科技 對 臺灣銀行 2020年12月13日 17:00
| 2020年12月13日 17:00 |

| 賽後數據 |

| 高雄九太 76–72 臺灣銀行                          |  |                                                  |
| 每節分數： 14–17、20–21、25–17、17–17            |  |                                                  |
| 得分： 布蘭登19 篮板： 布蘭登15 助攻： 李漢昇6 . |  | 得分： 謝宗融22 篮板： 謝宗融10 助攻： 陳昱瑞4 . |

第11場：臺灣銀行 對 桃園璞園建築 2020年12月16日 18:00
| 2020年12月16日 18:00 |

| 賽後數據 |

| 臺灣銀行 88–84 桃園璞園（OT）                    |  |                                              |
| 每節分數： 19–18、13–19、20–19、22–18、： 14–10  |  |                                              |
| 得分： 張博勝21 篮板： 謝宗融12 助攻： 吳祐任4 . |  | 得分： 李家慷25 篮板： 喬丹17 助攻： 喬丹6 . |

第12場：台灣啤酒 對 裕隆納智捷 2020年12月16日 20:00
| 2020年12月16日 20:00 |

| 賽後數據 |

| 台灣啤酒 77–67 裕隆納智達                      |  |                                               |
| 每節分數： 14–9、21–22、14–19、28–17           |  |                                               |
| 得分： 蔣淯安19 篮板： 米勒5 助攻： 蔣淯安14 . |  | 得分： 盧冠軒17 篮板： 斑霸8 助攻： 盧冠良4 . |

第13場：桃園璞園建築 對 高雄九太科技 2020年12月17日 18:00
| 2020年12月17日 18:00 |

| 賽後數據 |

| 桃園璞園 68–88 高雄九太                       |  |                                                  |
| 每節分數： 15–28、15–31、19–20、19–9          |  |                                                  |
| 得分： 盧峻翔18 篮板： 喬丹9 助攻： 盧峻翔8 . |  | 得分： 布蘭登24 篮板： 布蘭登13 助攻： 柯旻豪5 . |

第14場：裕隆納智捷 對 臺灣銀行 2020年12月17日 20:00
| 2020年12月17日 20:00 |

| 賽後數據 |

| 裕隆納智捷 81–65 臺灣銀行                      |  |                                                  |
| 每節分數： 24–13、13–18、25–12、19–22          |  |                                                  |
| 得分： 林宜輝32 篮板： 斑霸19 助攻： 盧冠軒7 . |  | 得分： 謝宗融18 篮板： 謝宗融15 助攻： 蘇士軒3 . |

第15場：高雄九太科技 對 裕隆納智捷 2020年12月19日 15:00
| 2020年12月19日 15:00 |

| 賽後數據 |

| 高雄九太 82–97 裕隆納智捷                      |  |                                                          |
| 每節分數： 18–23、24–19、28–22、12–30          |  |                                                          |
| 得分： 布蘭登23 篮板： 布蘭登12 助攻： 煥亞6 . |  | 得分： 克里斯馬斯26 篮板： 克里斯馬斯11 助攻： 李愷諺7 . |

第16場：臺灣銀行 對 台灣啤酒 2020年12月19日 17:00
| 2020年12月19日 17:00 |

| 賽後數據 |

| 臺灣銀行 61–69 台灣啤酒                                   |  |                                              |
| 每節分數： 7–13、16–24、12–20、26–14                      |  |                                              |
| 得分： 謝宗融14 篮板： 札克‧艾爾文8 助攻： 札克‧艾爾文5 . |  | 得分： 米勒20 篮板： 米勒10 助攻： 陳世念5 . |

第17場：裕隆納智捷 對 桃園璞園建築 2020年12月20日 15:00
| 2020年12月20日 15:00 |

| 賽後數據 |

| 裕隆納智捷 76–73 桃園璞園                     |  |                                              |
| 每節分數： 18–12、30–26、12–15、16–20         |  |                                              |
| 得分： 盧冠良19 篮板： 斑霸8 助攻： 盧冠良4 . |  | 得分： 盧峻翔21 篮板： 喬丹10 助攻： 喬丹6 . |

第18場：台灣啤酒 對 高雄九太科技 2020年12月20日 17:00
| 2020年12月20日 17:00 |

| 賽後數據 |

| 台灣啤酒 84–71 高雄九太                        |  |                                                  |
| 每節分數： 20–22、22–18、21–15、21–16          |  |                                                  |
| 得分： 蔣淯安20 篮板： 米勒16 助攻： 蔣淯安5 . |  | 得分： 布蘭登24 篮板： 李漢昇4 助攻： 布蘭登15 . |

第19場：臺灣銀行 對 高雄九太科技 2020年12月24日 18:00
| 2020年12月24日 18:00 |

| 賽後數據 |

| 臺灣銀行 112–74 高雄九太                                    |  |                                                 |
| 每節分數： 37–16、29–15、23–21、23–22                       |  |                                                 |
| 得分： 札克‧艾爾文23 篮板： 謝宗融14 助攻： 札克‧艾爾文11 . |  | 得分： 蘇奕晉13 篮板： 布蘭登7 助攻： 陳懷安4 . |

第20場：台灣啤酒 對 桃園璞園建築 2020年12月24日 20:00
| 2020年12月24日 20:00 |

| 賽後數據 |

| 台灣啤酒 75–58 桃園璞園                     |  |                                              |
| 每節分數： 19–21、15–10、16–12、25–15       |  |                                              |
| 得分： 米勒22 篮板： 米勒9 助攻： 朱億宗4 . |  | 得分： 喬丹23 篮板： 喬丹17 助攻： 李家慷4 . |

第21場：裕隆納智捷 對 高雄九太科技 2020年12月26日 15:00
| 2020年12月26日 15:00 |

| 賽後數據 |

| 裕隆納智捷 83–72 高雄九太                          |  |                                                  |
| 每節分數： 25–26、13–14、27–18、18–14              |  |                                                  |
| 得分： 呂政儒21 篮板： 斑霸12 助攻： 克里斯馬斯5 . |  | 得分： 布蘭登21 篮板： 布蘭登17 助攻： 林任鴻5 . |

第22場：台灣啤酒 對 臺灣銀行 2020年12月26日 17:00
| 2020年12月26日 17:00 |

| 賽後數據 |

| 台灣啤酒 80–67 臺灣銀行                      |  |                                                       |
| 每節分數： 22–17、16–19、25–10、17–21        |  |                                                       |
| 得分： 米勒22 篮板： 米勒13 助攻： 蔣淯安6 . |  | 得分： 札克‧艾爾文14 篮板： 謝宗融12 助攻： 張博勝8 . |

第23場：桃園璞園建築 對 裕隆納智捷 2020年12月27日 15:00
| 2020年12月27日 15:00 |

| 賽後數據 |

| 桃園璞園 64–78 裕隆納智捷                   |  |                                                      |
| 每節分數： 21–16、15–23、13–19、15–20       |  |                                                      |
| 得分： 喬丹17 篮板： 喬丹8 助攻： 施顏宗4 . |  | 得分： 李愷諺21 篮板： 克里斯馬斯12 助攻： 呂政儒6 . |

第24場：高雄九太科技 對 台灣啤酒 2020年12月27日 17:00
| 2020年12月27日 17:00 |

| 賽後數據 |

| 高雄九太 77–94 台灣啤酒                          |  |                                                |
| '每節分數： 20–24、19–18、19–27、19–25           |  |                                                |
| 得分： 布蘭登20 篮板： 布蘭登17 助攻： 李漢昇5 . |  | 得分： 范士恩15 篮板： 米勒11 助攻： 蔣淯安7 . |

第25場：高雄九太科技 對 桃園璞園建築 2021年1月1日 15:00
| 2021年01月01日 15:00 |

| 賽後數據 |

| 高雄九太 75–77 桃園璞園                          |  |                                              |
| 每節分數： 15–18、23–22、24–14、13–23            |  |                                              |
| 得分： 李漢昇18 篮板： 布蘭登11 助攻： 李漢昇4 . |  | 得分： 喬丹22 篮板： 喬丹13 助攻： 吳家駿5 . |

第26場：裕隆納智捷 對 臺灣銀行 2021年1月1日 17:00
| 2021年01月01日 17:00 |

| 賽後數據 |

| 裕隆納智捷 73–79 臺灣銀行                                |  |                                                  |
| 每節分數： 28–23、6–20、16–21、23–15                     |  |                                                  |
| 得分： 克里斯馬斯31 篮板： 克里斯馬斯10 助攻： 呂政儒4 . |  | 得分： 陳昱瑞14 篮板： 周暐宸10 助攻： 周暐宸6 . |

第27場：桃園璞園建築 對 台灣啤酒 2021年1月2日 15:00
| 2021年01月02日 15:00 |

| 賽後數據 |

| 桃園璞園 67–80 台灣啤酒                        |  |                                            |
| 每節分數： 12–14、18–22、21–25、16–19          |  |                                            |
| 得分： 盧峻翔17 篮板： 喬丹14 助攻： 邱柏璋4 . |  | 得分： 米勒22 篮板： 米勒10 助攻： 米勒6 . |

第28場：臺灣銀行 對 高雄九太科技 2021年1月2日 17:00
| 2021年01月02日 17:00 |

| 賽後數據 |

| 臺灣銀行 82–89 高雄九太                         |  |                                                |
| 每節分數： 16–21、15–18、16–21、35–29           |  |                                                |
| 得分： 謝宗融25 篮板： 謝宗融9 助攻： 張博勝6 . |  | 得分： 煥亞24 篮板： 布蘭登19 助攻： 李漢昇8 . |

第29場：裕隆納智捷 對 高雄九太科技 2021年1月3日 15:00
| 2021年01月03日 15:00 |

| 賽後數據 |

| 裕隆納智捷 77–61 高雄九太                            |  |                                                |
| 每節分數： 15–17、23–15、22–13、17–16                |  |                                                |
| 得分： 盧冠良23 篮板： 克里斯馬斯19 助攻： 李愷諺3 . |  | 得分： 煥亞19 篮板： 布蘭登15 助攻： 陳懷安3 . |

第30場：台灣啤酒 對 臺灣銀行 2021年1月3日 17:00
| 2021年01月03日 17:00 |

| 賽後數據 |

| 台灣啤酒 92–63 臺灣銀行                        |  |                                                 |
| 每節分數： 22–16、20–18、26–18、24–11          |  |                                                 |
| 得分： 蔣淯安17 篮板： 米勒15 助攻： 蔣淯安6 . |  | 得分： 張博勝16 篮板： 周暐宸6 助攻： 吳祐任3 . |

第31場：桃園璞園建築 對 臺灣銀行 2021年1月8日 18:00
| 2021年01月08日 18:00 |

| 賽後數據 |

| 桃園璞園 76–58 臺灣銀行                    |  |                                                 |
| 每節分數： 18–22、17–13、19–12、22–11      |  |                                                 |
| 得分： 喬丹16 篮板： 喬丹22 助攻： 喬丹4 . |  | 得分： 謝宗融14 篮板： 謝宗融8 助攻： 陳昱瑞5 . |

第32場：台灣啤酒 對 裕隆納智捷 2021年1月8日 20:00
| 2021年01月08日 20:00 |

| 賽後數據 |

| 台灣啤酒 70–63 裕隆納智捷                    |  |                                                      |
| 每節分數： 17–20、14–13、20–18、19–12        |  |                                                      |
| 得分： 米勒24 篮板： 米勒13 助攻： 蔣淯安6 . |  | 得分： 李愷諺17 篮板： 克里斯馬斯16 助攻： 李愷諺5 . |

第33場：高雄九太科技 對 桃園璞園建築 2021年1月9日 14:00
| 2021年01月09日 14:00 |

| 賽後數據 |

| 高雄九太 72–60 桃園璞園                          |  |                                              |
| 每節分數： 24–19、18–10、19–19、11–12            |  |                                              |
| 得分： 吳曉謹19 篮板： 布蘭登20 助攻： 李漢昇9 . |  | 得分： 林金榜12 篮板： 喬丹18 助攻： 喬丹6 . |

第34場：臺灣銀行 對 裕隆納智捷 2021年1月9日 16:00
| 2021年01月09日 16:00 |

| 賽後數據 |

| 臺灣銀行 56–64 裕隆納智捷                        |  |                                              |
| 每節分數： 15–20、8–20、21–6、12–18              |  |                                              |
| 得分： 謝宗融16 篮板： 謝宗融10 助攻： 劉韋辰5 . |  | 得分： 斑霸16 篮板： 斑霸15 助攻： 盧冠良4 . |

第35場：台灣啤酒 對 高雄九太科技 2021年1月10日 14:00
| 2021年01月10日 14:00 |

| 賽後數據 |

| 台灣啤酒 77–64 高雄九太                      |  |                                                  |
| 每節分數： 18–16、18–26、19–14、22–8         |  |                                                  |
| 得分： 米勒22 篮板： 米勒14 助攻： 蔣淯安8 . |  | 得分： 布蘭登17 篮板： 布蘭登14 助攻： 陳懷安6 . |

第36場：裕隆納智捷 對 桃園璞園建築 2021年1月10日 16:00
| 2021年01月10日 16:00 |

| 賽後數據 |

| 裕隆納智捷 50–59 桃園璞園                    |  |                                              |
| 每節分數： 10–18、19–5、13–15、8–21          |  |                                              |
| 得分： 斑霸16 篮板： 斑霸13 助攻： 盧冠良3 . |  | 得分： 喬丹12 篮板： 喬丹29 助攻： 吳家駿5 . |

第37場：桃園璞園建築 對 台灣啤酒 2021年1月15日 18:00
| 2021年01月15日 18:00 |

| 賽後數據 |

| 桃園璞園 64–77 台灣啤酒                        |  |                                               |
| 每節分數： 17–28、18–13、10–17、19–19          |  |                                               |
| 得分： 盧峻翔19 篮板： 喬丹15 助攻： 李家慷5 . |  | 得分： 黃聰翰21 篮板： 米勒6 助攻： 黃聰翰6 . |

第38場：高雄九太科技 對 臺灣銀行 2021年1月15日 20:00
| 2021年01月15日 20:00 |

| 賽後數據 |

| 高雄九太 72–69 臺灣銀行                          |  |                                                 |
| 每節分數： 20–15、16–14、18–21、18–19            |  |                                                 |
| 得分： 布蘭登18 篮板： 布蘭登20 助攻： 李漢昇3 . |  | 得分： 陳侑昫22 篮板： 林郅為7 助攻： 林郅為2 . |

第39場：台灣啤酒 對 裕隆納智捷 2021年1月16日 14:00
| 2021年01月16日 14:00 |

| 賽後數據 |

| 台灣啤酒 67–59 裕隆納智捷                    |  |                                                  |
| 每節分數： 12–14、20–20、16–16、19–9         |  |                                                  |
| 得分： 米勒14 篮板： 米勒17 助攻： 黃泓瀚5 . |  | 得分： 李愷諺14 篮板： 李愷諺11 助攻： 周柏臣3 . |

第40場：臺灣銀行 對 桃園璞園建築 2021年1月16日 16:00
| 2021年01月16日 16:00 |

| 賽後數據 |

| 臺灣銀行 78–75 桃園璞園                         |  |                                            |
| 每節分數： 18–15、20–14、19–16、21–30           |  |                                            |
| 得分： 林郅為15 篮板： 陳侑昫7 助攻： 陳昱瑞6 . |  | 得分： 喬丹21 篮板： 喬丹16 助攻： 喬丹5 . |

第41場：裕隆納智捷 對 臺灣銀行 2021年1月17日 14:00
| 2021年01月17日 14:00 |

| 賽後數據 |

| 裕隆納智捷 80–73 臺灣銀行                       |  |                                                 |
| 每節分數： 27–20、20–17、16–21、17–15           |  |                                                 |
| 得分： 呂政儒23 篮板： 胡凱翔6 助攻： 林宜輝4 . |  | 得分： 林柏偉17 篮板： 林柏偉7 助攻： 陳昱瑞5 . |

第42場：桃園璞園建築 對 高雄九太科技 2021年1月17日 16:00
| 2021年01月17日 16:00 |

| 賽後數據 |

| 桃園璞園 82–81 高雄九太                      |  |                                                  |
| 每節分數： 20–15、21–25、23–17、18–24        |  |                                                  |
| 得分： 喬丹24 篮板： 喬丹15 助攻： 吳家駿7 . |  | 得分： 布蘭登26 篮板： 布蘭登18 助攻： 李漢昇6 . |

第43場：裕隆納智捷 對 高雄九太科技 2021年1月23日 15:00
| 2021年01月23日 15:00 |

| 賽後數據 |

| 裕隆納智捷 79–73 高雄九太                       |  |                                                  |
| 每節分數： 11–15、19–14、10–20、31–24           |  |                                                  |
| 得分： 林宜輝20 篮板： 呂政儒7 助攻： 盧冠良8 . |  | 得分： 布蘭登16 篮板： 布蘭登23 助攻： 李漢昇7 . |

第44場：台灣啤酒 對 臺灣銀行 2021年1月23日 17:00
| 2021年01月23日 17:00 |

| 賽後數據 |

| 台灣啤酒 63–59 臺灣銀行                      |  |                                                 |
| 每節分數： 14–19、10–11、21–15、18–14        |  |                                                 |
| 得分： 米勒15 篮板： 米勒10 助攻： 黃泓瀚3 . |  | 得分： 林柏偉18 篮板： 謝宗融8 助攻： 陳侑昫3 . |

第45場：桃園璞園建築 對 裕隆納智捷 2021年1月24日 15:00
| 2021年01月24日 15:00 |

| 賽後數據 |

| 桃園璞園 82–105 裕隆納智捷                   |  |                                                      |
| 每節分數： 16–19、22–32、21–29、23–25        |  |                                                      |
| 得分： 邱柏璋18 篮板： 喬丹16 助攻： 喬丹7 . |  | 得分： 呂政儒30 篮板： 克里斯馬斯10 助攻： 呂政儒5 . |

第46場：高雄九太科技 對 台灣啤酒 2021年1月24日 17:00
| 2021年01月24日 17:00 |

| 賽後數據 |

| 高雄九太 65–74 台灣啤酒                          |  |                                              |
| 每節分數： 11–19、15–14、17–20、22–21            |  |                                              |
| 得分： 布蘭登26 篮板： 布蘭登16 助攻： 李漢昇7 . |  | 得分： 米勒23 篮板： 米勒11 助攻： 李啟瑋5 . |

第47場：裕隆納智捷 對 高雄九太科技 2021年1月27日 18:00
| 2021年01月27日 18:00 |

| 賽後數據 |

| 裕隆納智捷 73–71 高雄九太                                |  |                                                  |
| 每節分數： 21–14、7–18、23–21、22–18                     |  |                                                  |
| 得分： 克里斯馬斯25 篮板： 克里斯馬斯19 助攻： 林宜輝4 . |  | 得分： 林任鴻18 篮板： 勤明慶16 助攻： 李漢昇5 . |

第48場：台灣啤酒 對 臺灣銀行 2021年1月27日 20:00
| 2021年01月27日 20:00 |

| 賽後數據 |

| 台灣啤酒 89–68 臺灣銀行                         |  |                                                 |
| 每節分數： 23–16、24–7、23–26、19–19            |  |                                                 |
| 得分： 陳昱翰14 篮板： 周伯勳8 助攻： 黃泓瀚4 . |  | 得分： 陳侑昫20 篮板： 周暐宸8 助攻： 李維哲2 . |

第49場：桃園璞園建築 對 臺灣銀行 2021年1月28日 18:00
| 2021年01月28日 18:00 |

| 賽後數據 |

| 桃園璞園 82–69 臺灣銀行                       |  |                                                 |
| 每節分數： 20–18、18–12、23–19、21–20         |  |                                                 |
| 得分： 喬丹19 篮板： 喬丹13 助攻： 吳家駿12 . |  | 得分： 周暐宸22 篮板： 周暐宸7 助攻： 劉人豪3 . |

第50場：裕隆納智捷 對 台灣啤酒 2021年1月28日 20:00
| 2021年01月28日 20:00 |

| 賽後數據 |

| 裕隆納智捷 63–67 台灣啤酒                                |  |                                              |
| 每節分數： 15–16、12–15、14–20、22-16                    |  |                                              |
| 得分： 克里斯馬斯17 篮板： 克里斯馬斯16 助攻： 呂政儒5 . |  | 得分： 米勒14 篮板： 米勒14 助攻： 蔣淯安6 . |

第51場：臺灣銀行 對 桃園璞園建築 2021年3月6日 15:00
| 2021年03月06日 15:00 |

| 賽後數據 |

| 臺灣銀行 83–80 桃園璞園                                 |  |                                              |
| 每節分數： 22–15、19–16、18–29、24–20                   |  |                                              |
| 得分： 艾爾文30 篮板： 艾爾文, 陳侑昫6 助攻： 艾爾文5 . |  | 得分： 喬丹20 篮板： 喬丹24 助攻： 盧峻翔8 . |

第52場：裕隆納智捷 對 台灣啤酒 2021年3月6日 17:00
| 2021年03月06日 17:00 |

| 賽後數據 |

| 裕隆納智捷 76–68 台灣啤酒                            |  |                                            |
| 每節分數： 15–13、20–15、18–17、23–23                |  |                                            |
| 得分： 胡凱翔17 篮板： 克里斯馬斯26 助攻： 林宜輝6 . |  | 得分： 米勒23 篮板： 米勒18 助攻： 米勒4 . |

第53場：高雄九太科技 對 臺灣銀行 2021年3月7日 15:00
| 2021年03月07日 15:00 |

| 賽後數據 |

| 高雄九太 75–101 臺灣銀行                       |  |                                                                |
| 每節分數： 19–27、18–25、19–27、19–22          |  |                                                                |
| 得分： JC戰象27 篮板： JC戰象14 助攻： 煥亞8 . |  | 得分： 札克‧艾爾文27 篮板： 札克‧艾爾文9 助攻： 札克‧艾爾文5 . |

第54場：桃園璞園建築 對 裕隆納智捷 2021年3月7日 17:00
| 2021年03月07日 17:00 |

| 賽後數據 |

| 桃園璞園 68–72 裕隆納智捷                    |  |                                                 |
| 每節分數： 15–27、18–16、18–18、17–11        |  |                                                 |
| 得分： 盧峻翔15 篮板： 喬丹21 助攻： 喬丹4 . |  | 得分： 周柏臣16 篮板： 盧冠良8 助攻： 李愷諺7 . |

第55場：台灣啤酒 對 高雄九太科技 2021年3月10日 18:00
| 2021年03月10日 18:00 |

| 賽後數據 |

| 台灣啤酒 74–66 高雄九太                      |  |                                                |
| 每節分數： 18–12、20–10、12–24、24–20        |  |                                                |
| 得分： 米勒20 篮板： 米勒18 助攻： 蔣淯安4 . |  | 得分： JC戰象23 篮板： JC戰象18 助攻： 煥亞2 . |

第56場：臺灣銀行 對 裕隆納智捷 2021年3月10日 20:00
| 2021年03月10日 20:00 |

| 賽後數據 |

| 臺灣銀行 90–74 納隆納智捷                         |  |                                                  |
| 每節分數： 19–18、27–19、19–15、25–22             |  |                                                  |
| 得分： 艾爾文15 篮板： 艾爾文10 助攻： 艾爾文10 . |  | 得分： 郭昭男 17 篮板： 李愷諺8 助攻： 李愷諺6 . |

第57場：桃園璞園建築 對 台灣啤酒 2021年3月11日 18:00
| 2021年03月11日 18:00 |

| 賽後數據 |

| 桃園璞園 60–67 台灣啤酒                      |  |                                              |
| 每節分數： 21–26、8–15、13–9、18–17          |  |                                              |
| 得分： 喬丹17 篮板： 喬丹21 助攻： 吳家駿4 . |  | 得分： 米勒14 篮板： 米勒11 助攻： 蔣淯安4 . |

第58場：裕隆納智捷 對 高雄九太科技 2021年3月11日 20:00
| 2021年03月11日 20:00 |

| 賽後數據 |

| 裕隆納智捷 85–82 高雄九太                       |  |                                                |
| 每節分數： 28–24、19–17、13–19、25–22           |  |                                                |
| 得分： 盧冠良18 篮板： 周柏臣8 助攻： 盧冠良5 . |  | 得分： JC戰象37 篮板： JC戰象22 助攻： 煥亞5 . |

第59場：台灣啤酒 對 臺灣銀行 2021年3月13日 15:00
| 2021年03月13日 15:00 |

| 賽後數據 |

| 台灣啤酒 69–61 臺灣銀行                      |  |                                                           |
| 每節分數： 13–15、17–15、25–15、14–16        |  |                                                           |
| 得分： 米勒17 篮板： 米勒14 助攻： 陳世念5 . |  | 得分： 札克‧艾爾文12 篮板： 陳侑昫8 助攻： 札克‧艾爾文4 . |

第60場：高雄九太科技 對 桃園璞園建築 2021年3月13日 17:00
| 2021年03月13日 17:00 |

| 賽後數據 |

| 高雄九太 82–78 桃園璞園                          |  |                                                |
| 每節分數： 21–15、21–9、22–21、18–33             |  |                                                |
| 得分： JC戰象31 篮板： JC戰象18 助攻： 李漢昇6 . |  | 得分： 吳家駿16 篮板： 喬丹12 助攻： 吳家駿6 . |

第61場：裕隆納智捷 對 台灣啤酒 2021年3月14日 15:00
| 2021年03月14日 15:00 |

| 賽後數據 |

| 裕隆納智捷 61–74 台灣啤酒                        |  |                                              |
| 每節分數： 23–16、16–12、10–25、12–21            |  |                                              |
| 得分： 盧冠良15 篮板： 李愷諺12 助攻： 李愷諺5 . |  | 得分： 米勒17 篮板： 米勒24 助攻： 黃泓瀚4 . |

第62場：桃園璞園建築 對 臺灣銀行 2021年3月14日 17:00
| 2021年03月14日 17:00 |

| 賽後數據 |

| 桃園璞園 70–78 臺灣銀行                      |  |                                                       |
| 每節分數： 26–11、5–23、24–23、15–21         |  |                                                       |
| 得分： 吳家駿16 篮板： 喬丹12 助攻： 喬丹5 . |  | 得分： 張博勝22 篮板： 謝宗融16 助攻： 札克‧艾爾文4 . |

第63場：裕隆納智捷 對 桃園璞園建築 2021年3月20日 15:00
| 2021年03月20日 15:00 |

| 賽後數據 |

| 裕隆納智捷 69–58 桃園璞園                         |  |                                              |
| 每節分數： 15–13、22–7、15–16、16–21              |  |                                              |
| 得分： 克里斯馬斯17 篮板： 斑霸9 助攻： 盧冠良5 . |  | 得分： 喬丹12 篮板： 喬丹14 助攻： 李家慷5 . |

第64場：臺灣銀行 對 高雄九太科技 2021年3月20日 17:00
| 2021年03月20日 17:00 |

| 賽後數據 |

| 臺灣銀行 78–88 高雄九太                                         |  |                                                |
| 每節分數： 24–19、18–26、15–23、21–20                           |  |                                                |
| 得分： 札克‧艾爾文29 篮板： 札克‧艾爾文19 助攻： 札克‧艾爾文5 . |  | 得分： JC戰象28 篮板： JC戰象16 助攻： 煥亞6 . |

第65場：桃園璞園建築 對 台灣啤酒 2021年3月21日 15:00
| 2021年03月21日 15:00 |

| 賽後數據 |

| 桃園璞園 60–78 台灣啤酒                      |  |                                            |
| 每節分數： 18–14、13–23、16–23、15–18        |  |                                            |
| 得分： 李家慷12 篮板： 喬丹10 助攻： 喬丹4 . |  | 得分： 米勒15 篮板： 米勒13 助攻： 米勒5 . |

第66場：高雄九太科技 對 裕隆納智捷 2021年3月21日 17:00
| 2021年03月21日 17:00 |

| 賽後數據 |

| 高雄九太 77–82 裕隆納智捷                        |  |                                                |
| 每節分數： 18–21、23–14、24–22、12–25            |  |                                                |
| 得分： JC戰象27 篮板： JC戰象14 助攻： 余純安5 . |  | 得分： 李愷諺25 篮板： 斑霸11 助攻： 李愷諺7 . |

第67場：臺灣銀行 對 台灣啤酒 2021年3月24日 18:00
| 2021年03月24日 18:00 |

| 賽後數據 |

| 臺灣銀行 60–64 台灣啤酒                                    |  |                                            |
| 每節分數： 13–17、22–16、12–19、13–12                      |  |                                            |
| 得分： 謝宗融13 篮板： 札克‧艾爾文11 助攻： 札克‧艾爾文3 . |  | 得分： 米勒22 篮板： 米勒15 助攻： 黃鎮5 . |

第68場：高雄九太科技 對 桃園璞園建築 2021年3月24日 20:00
| 2021年03月24日 20:00 |

| 賽後數據 |

| 高雄九太 83–74 桃園璞園                           |  |                                              |
| 每節分數： 27–14、15–19、21–20、20–21             |  |                                              |
| 得分： JC戰象34 篮板： JC戰象12 助攻： 李漢昇10 . |  | 得分： 喬丹21 篮板： 喬丹19 助攻： 吳家駿9 . |

第69場：裕隆納智捷 對 臺灣銀行 2021年3月25日 18:00
| 2021年03月25日 18:00 |

| 賽後數據 |

| 裕隆納智捷 72–86 臺灣銀行                    |  |                                                            |
| 每節分數： 11–18、22–21、21–25、18–22        |  |                                                            |
| 得分： 斑霸20 篮板： 斑霸13 助攻： 李愷諺4 . |  | 得分： 札克‧艾爾文20 篮板： 謝宗融12 助攻： 札克‧艾爾文6 . |

第70場：台灣啤酒 對 高雄九太科技 2021年3月25日 20:00
| 2021年03月25日 20:00 |

| 賽後數據 |

| 台灣啤酒 63–56 高雄九太                    |  |                                                  |
| 每節分數： 19–21、12–13、14–12、18–10      |  |                                                  |
| 得分： 米勒17 篮板： 米勒15 助攻： 米勒3 . |  | 得分： JC戰象26 篮板： JC戰象18 助攻： 李漢昇3 . |

第71場：桃園璞園建築 對 裕隆納智捷 2021年3月27日 15:00
| 2021年03月27日 15:00 |

| 賽後數據 |

| 桃園璞園 59–65 裕隆納智捷                    |  |                                                |
| 每節分數： 10–26、10–13、20–13、19–13        |  |                                                |
| 得分： 喬丹17 篮板： 喬丹21 助攻： 吳家駿6 . |  | 得分： 盧冠良15 篮板： 斑霸10 助攻： 李愷諺5 . |

第72場：高雄九太科技 對 臺灣銀行 2021年3月27日 17:00
| 2021年03月27日 17:00 |

| 賽後數據 |

| 高雄九太 69–81 臺灣銀行                          |  |                                                           |
| 每節分數： 20–24、22–16、18–11、9–30             |  |                                                           |
| 得分： JC戰象39 篮板： JC戰象27 助攻： 林任鴻4 . |  | 得分： 札克‧艾爾文24 篮板： 陳昱瑞8 助攻： 札克‧艾爾文6 . |

第73場：台灣啤酒 對 桃園璞園建築 2021年3月28日 15:00
| 2021年03月28日 15:00 |

| 賽後數據 |

| 台灣啤酒 57–76 桃園璞園                         |  |                                              |
| 每節分數： 12–21、15–17、18–17、12–21           |  |                                              |
| 得分： 周伯勳10 篮板： 周伯勳9 助攻： 黃聰翰3 . |  | 得分： 吳家駿15 篮板： 喬丹16 助攻： 喬丹7 . |

第74場：裕隆納智捷 對 高雄九太科技 2021年3月28日 17:00
| 2021年03月28日 17:00 |

| 賽後數據 |

| 裕隆納智捷 99–83 高雄九太                       |  |                                                 |
| 每節分數： 23–20、22–26、31–14、23–24           |  |                                                 |
| 得分： 盧冠良20 篮板： 翁嘉鴻7 助攻： 李愷諺5 . |  | 得分： 林任鴻22 篮板： 林任鴻6 助攻： 余純安3 . |

第75場：臺灣銀行 對 桃園璞園建築 2021年3月31日 18:00
| 2021年03月31日 18:00 |

| 賽後數據 |

| 臺灣銀行 69–86 桃園璞園                              |  |                                              |
| 每節分數： 11–25、13–19、22–16、23–26                |  |                                              |
| 得分： 謝宗融17 篮板： 謝宗融9 助攻： 札克‧艾爾文7 . |  | 得分： 盧峻翔23 篮板： 喬丹17 助攻： 喬丹4 . |

第76場：裕隆納智捷 對 台灣啤酒 2021年3月31日 20:00
| 2021年03月31日 20:00 |

| 賽後數據 |

| 裕隆納智捷 87–60 台灣啤酒                     |  |                                                 |
| 每節分數： 22–17、19–13、24–13、22–17         |  |                                                 |
| 得分： 林宜輝14 篮板： 盧冠良7 助攻： 黃鎮6 . |  | 得分： 王皓吉13 篮板： 周伯勳9 助攻： 李愷諺4 . |

第77場：桃園璞園建築 對 高雄九太科技 2021年4月1日 18:00
| 2021年04月01日 18:00 |

| 賽後數據 |

| 桃園璞園 100–78 高雄九太                   |  |                                                          |
| 每節分數： 28–19、19–9、25–28、28–22       |  |                                                          |
| 得分： 喬丹28 篮板： 喬丹18 助攻： 喬丹9 . |  | 得分： JC戰象23 篮板： JC戰象12 助攻： 于煥亞, 林任鴻3 . |

第78場：台灣啤酒 對 臺灣銀行 2021年4月1日 20:00
| 2021年04月01日 20:00 |

| 賽後數據 |

| 台灣啤酒 71–79 臺灣銀行                          |  |                                                      |
| 每節分數： 25–16、16–27、16–14、14–22            |  |                                                      |
| 得分： 朱億宗13 篮板： 范士恩10 助攻： 陳世念4 . |  | 得分： 謝宗融23 篮板： 李維哲8 助攻： 札克‧艾爾文5 . |

第79場：高雄九太科技 對 台灣啤酒 2021年4月3日 15:00
| 2021年04月03日 15:00 |

| 賽後數據 |

| 高雄九太 91–65 台灣啤酒                          |  |                                                  |
| 每節分數： 25–16、17–16、26–17、23–16            |  |                                                  |
| 得分： JC戰象40 篮板： JC戰象22 助攻： 蘇奕晉3 . |  | 得分： 黃聰翰11 篮板： 蘇柏彰11 助攻： 黃泓瀚5 . |

第80場：臺灣銀行 對 裕隆納智捷 2021年4月3日 17:00
| 2021年04月03日 17:00 |

| 賽後數據 |

| 臺灣銀行 60–64 裕隆納智捷                                  |  |                                                |
| 每節分數： 10–17、14–11、26–18、10–18                      |  |                                                |
| 得分： 札克‧艾爾文26 篮板： 札克‧艾爾文10 助攻： 高健益4 . |  | 得分： 斑霸18 篮板： 李愷諺13 助攻： 李愷諺8 . |

第81場：裕隆納智捷 對 高雄九太科技 2021年4月4日 15:00
| 2021年04月04日 15:00 |

| 賽後數據 |

| 裕隆納智捷 71–66 高雄九太                    |  |                                                |
| 每節分數： 15–15、17–14、17–17、22–20        |  |                                                |
| 得分： 林宜輝13 篮板： 斑霸13 助攻： 簡浩3 . |  | 得分： JC戰象22 篮板： JC戰象13 助攻： 煥亞3 . |

第82場：臺灣銀行 對 桃園璞園建築 2021年4月4日 17:00
| 2021年04月04日 17:00 |

| 賽後數據 |

| 臺灣銀行 76–65 桃園璞園                               |  |                                              |
| 每節分數： 13–23、18–18、30–17、15–7                  |  |                                              |
| 得分： 謝宗融21 篮板： 謝宗融11 助攻： 札克‧艾爾文5 . |  | 得分： 喬丹20 篮板： 喬丹26 助攻： 李家慷4 . |

第83場：桃園璞園建築 對 台灣啤酒 2021年4月9日 18:00
| 2021年04月09日 18:00 |

| 賽後數據 |

| 桃園璞園 59–75 台灣啤酒                    |  |                                                             |
| 每節分數： 19–18、6–20、26–16、8–21        |  |                                                             |
| 得分： 喬丹18 篮板： 喬丹12 助攻： 喬丹4 . |  | 得分： 米勒21 篮板： 米勒18 助攻： 王子綱, 黃鎮, 李啟瑋 3 . |

第84場：裕隆納智捷 對 高雄九太科技 2021年4月9日 20:00
| 2021年04月09日 20:00 |

| 賽後數據 |

| 裕隆納智捷 65–93 高雄九太                    |  |                                                  |
| '每節分數： 17–20、9–20、22–33、17–20        |  |                                                  |
| 得分： 斑霸14 篮板： 斑霸11 助攻： 李愷諺5 . |  | 得分： JC戰象26 篮板： JC戰象11 助攻： 李漢昇6 . |

第85場：高雄九太科技 對 桃園璞園建築 2021年4月10日 14:00
| 2021年04月10日 14:00 |

| 賽後數據 |

| 高雄九太 76–78 桃園璞園                                  |  |                                            |
| 每節分數： 20–20、17–25、20–18、19–15                    |  |                                            |
| 得分： JC戰象27 篮板： JC戰象13 助攻： JC戰象, 蘇奕晉4 . |  | 得分： 喬丹32 篮板： 喬丹15 助攻： 喬丹5 . |

第86場：台灣啤酒 對 臺灣銀行 2021年4月10日 16:00
| 2021年04月10日 16:00 |

| 賽後數據 |

| 台灣啤酒 75–74 臺灣銀行                      |  |                                                            |
| 每節分數： 20–21、26–16、15–11、14–26        |  |                                                            |
| 得分： 米勒24 篮板： 米勒10 助攻： 陳世念4 . |  | 得分： 札克‧艾爾文21 篮板： 謝宗融15 助攻： 札克‧艾爾文7 . |

第87場：臺灣銀行 對 高雄九太科技 2021年4月11日 14:00
| 2021年04月11日 14:00 |

| 賽後數據 |

| 臺灣銀行 76–60 高雄九太                                    |  |                                                  |
| 每節分數： 12–13、17–19、18–17、29–11                      |  |                                                  |
| 得分： 札克‧艾爾文17 篮板： 謝宗融10 助攻： 札克‧艾爾文7 . |  | 得分： 于煥亞18 篮板： 蘇奕晉10 助攻： 于煥亞7 . |

第88場：桃園璞園建築 對 裕隆納智捷 2021年4月11日 16:00
| 2021年04月11日 16:00 |

| 賽後數據 |

| 桃園璞園 82–78 裕隆納智捷                     |  |                                               |
| 每節分數： 25–15、11–19、15–30、31–14         |  |                                               |
| 得分： 盧峻翔33 篮板： 喬丹13 助攻： 喬丹11 . |  | 得分： 呂政儒24 篮板： 斑霸7 助攻： 盧冠良6 . |

第89場：台灣啤酒 對 桃園璞園建築 2021年4月16日 18:00
| 2021年04月16日 18:00 |

| 賽後數據 |

| 台灣啤酒 84–89 桃園璞園                    |  |                                              |
| 每節分數： 19–25、22–14、22–26、21–24      |  |                                              |
| 得分： 米勒22 篮板： 米勒12 助攻： 米勒6 . |  | 得分： 喬丹30 篮板： 喬丹19 助攻： 吳家駿8 . |

第90場：裕隆納智捷 對 臺灣銀行 2021年4月16日 20:00
| 2021年04月16日 20:00 |

| 賽後數據 |

| 裕隆納智捷 82–80 臺灣銀行                      |  |                                                                 |
| 每節分數： 23–24、21–21、23–14、15–21          |  |                                                                 |
| 得分： 林宜輝20 篮板： 斑霸15 助攻： 李愷諺6 . |  | 得分： 札克·艾爾文27 篮板： 札克·艾爾文17 助攻： 札克‧艾爾文6 . |

第91場：桃園璞園建築 對 裕隆納智捷 2021年4月17日 14:00
| 2021年04月17日 14:00 |

| 賽後數據 |

| 桃園璞園 85–74 裕隆納智捷                    |  |                                             |
| 每節分數： 18–15、25–17、24–23、18–19        |  |                                             |
| 得分： 盧峻翔25 篮板： 喬丹24 助攻： 喬丹7 . |  | 得分： 斑霸24 篮板： 斑霸9 助攻： 盧冠軒5 . |

第92場：台灣啤酒 對 高雄九太科技 2021年4月17日 16:00
| 2021年04月17日 16:00 |

| 賽後數據 |

| 台灣啤酒 67–83 高雄九太                         |  |                                                  |
| 每節分數： 14–16、16–24、20–23、17–20           |  |                                                  |
| 得分： 蘇柏彰12 篮板： 蘇柏彰7 助攻： 黃泓瀚4 . |  | 得分： JC戰象29 篮板： 吳宏興14 助攻： JC戰象5 . |

第93場：裕隆納智捷 對 台灣啤酒 2021年4月18日 14:00
| 2021年04月18日 14:00 |

| 賽後數據 |

| 裕隆納智捷 55–98 台灣啤酒                       |  |                                                 |
| 每節分數： 10–34、14–29、14–22、17–13           |  |                                                 |
| 得分： 林宜輝12 篮板： 郭昭男7 助攻： 盧冠軒3 . |  | 得分： 黃聰翰26 篮板： 王皓吉7 助攻： 黃泓瀚5 . |

第94場：高雄九太科技 對 臺灣銀行 2021年4月18日 16:00
| 2021年04月18日 16:00 |

| 賽後數據 |

| 高雄九太 76–80 臺灣銀行                          |  |                                                                 |
| 每節分數： 10–18、26–21、20–19、20–22            |  |                                                                 |
| 得分： 蘇奕晉28 篮板： JC戰象16 助攻： 于煥亞5 . |  | 得分： 札克·艾爾文30 篮板： 札克·艾爾文13 助攻： 札克·艾爾文9 . |

第95場：裕隆納智捷 對 台灣啤酒 2021年4月23日 18:00
| 2021年04月23日 18:00 |

| 賽後數據 |

| 裕隆納智捷 83–61 台灣啤酒                                              |  |                                                        |
| 每節分數： 18–22、29–15、22–16、14–8                                   |  |                                                        |
| 得分： 拉基姆·克里斯馬斯18 篮板： 拉基姆·克里斯馬斯15 助攻： 李愷諺8 . |  | 得分： 黃鎮10 篮板： 王皓吉10 助攻： 陳世念, 范士恩4 . |

第96場：桃園璞園建築 對 臺灣銀行 2021年4月23日 20:00
| 2021年04月23日 20:00 |

| 賽後數據 |

| 桃園璞園 85–77 臺灣銀行                    |  |                                                       |
| 每節分數： 23–9、18–22、20–16、24–30       |  |                                                       |
| 得分： 喬丹23 篮板： 喬丹14 助攻： 喬丹8 . |  | 得分： 張博勝23 篮板： 謝宗融12 助攻： 札克·艾爾文9 . |

第97場：台灣啤酒 對 高雄九太科技 2021年4月24日 15:00
| 2021年04月24日 15:00 |

| 賽後數據 |

| 台灣啤酒 82–95 高雄九太                                         |  |                                                  |
| 每節分數： 19–29、25–19、19–26、19–21                           |  |                                                  |
| 得分： 黃泓瀚, 王皓吉13 篮板： 周伯勳8 助攻： 黃聰翰, 呂奇旻4 . |  | 得分： JC戰象26 篮板： JC戰象11 助攻： 于煥亞7 . |

第98場：臺灣銀行 對 裕隆納智捷 2021年4月24日 17:00
| 2021年04月24日 17:00 |

| 賽後數據 |

| 臺灣銀行 67–75 裕隆納智捷                               |  |                                                                                |
| 每節分數： 19–16、7–15、23–18、18–26                    |  |                                                                                |
| 得分： 張博勝15 篮板： 張博勝, 陳昱瑞7 助攻： 陳昱瑞6 . |  | 得分： 拉基姆·克里斯馬斯28 篮板： 拉基姆·克里斯馬斯11 助攻： 盧冠軒, 胡凱翔3 . |

第99場：高雄九太科技 對 桃園璞園建築 2021年4月25日 15:00
| 2021年04月25日 15:00 |

| 賽後數據 |

| 高雄九太 74–78 桃園璞園                        |  |                                              |
| 每節分數： 13–21、25–20、20–20、16–17          |  |                                              |
| 得分： JC戰象43 篮板： JC戰象12 助攻： 煥亞5 . |  | 得分： 喬丹23 篮板： 喬丹17 助攻： 盧峻翔5 . |

第100場：台灣啤酒 對 臺灣銀行 2021年4月25日 17:00
| 2021年04月25日 17:00 |

| 賽後數據 |

| 台灣啤酒 77–69 臺灣銀行                         |  |                                                 |
| 每節分數： 15–23、22–12、21–19、19–15           |  |                                                 |
| 得分： 黃泓瀚9 篮板： 周伯勳11 助攻： 王皓吉3 . |  | 得分： 高健益17 篮板： 周暐宸8 助攻： 高健益4 . |

## 季後賽
| 日期             | 時間  | 球隊 （淺色球衣） | 比數   | 球隊 （深色球衣） | 地點       |
| ---------------- | ----- | ----------------- | ------ | ----------------- | ---------- |
| 2021年5月1日(六) | 15:00 | 台啤              | 86：66 | 九太              | 板橋體育館 |
| 2021年5月1日(六) | 17:00 | 裕隆              | 74：70 | 台銀              | 板橋體育館 |
| 2021年5月2日(日) | 15:00 | 九太              | 81：99 | 台啤              | 板橋體育館 |
| 2021年5月2日(日) | 17:00 | 台銀              | 97：74 | 裕隆              | 板橋體育館 |
| 2021年5月5日(三) | 18:00 | 台啤              | 77：67 | 九太              | 板橋體育館 |
| 2021年5月5日(三) | 20:00 | 裕隆              | 86：65 | 台銀              | 板橋體育館 |
| 2021年5月8日(六) | 17:00 | 台銀              | 80：88 | 裕隆              | 板橋體育館 |

## 總冠軍賽

2021年5月19日，中華民國籃球協會宣布由台灣啤酒、裕隆納智捷並列本季總冠軍。
| 日期         | 時間 | 球隊 （淺色球衣） | 比數 | 球隊 （深色球衣） | 地點 |
| ------------ | ---- | ----------------- | ---- | ----------------- | ---- |
| 2021年月日() | :    | 台啤              | ：   | 裕隆              |      |
| 2021年月日() | :    | 裕隆              | ：   | 台啤              |      |
| 2021年月日() | :    | 台啤              | ：   | 裕隆              |      |
| 2021年月日() | :    | 裕隆              | ：   | 台啤              |      |
| 2021年月日() | :    | 台啤              | ：   | 裕隆              |      |
| 2021年月日() | :    | 裕隆              | ：   | 台啤              |      |
| 2021年月日() | :    | 台啤              | ：   | 裕隆              |      |

## 個人獎項

### 單週最佳球員
| 週次 | 最佳球員  | 備註                                                      |
| ---- | --------- | --------------------------------------------------------- |
| 一   | 謝宗融    | 上週場均貢獻 18 分、11.5 籃板、3.5 抄截、2 助攻。         |
| 二   | JD Miller | 本週平均貢獻 28.5 分、14 籃板、3 助攻。                   |
| 三   | 林宜輝    | 單週貢獻場均16.8分、4.8籃板、1.5助攻。                    |
| 四   | 李愷諺    | 單週貢獻場均18分、6.5籃板、5抄截、4助攻。                 |
| 五   | JD Miller | 上週2場比賽場均16.5分、12.5籃板、5助攻                    |
| 六   | 托爾伯特  | 單週貢獻場均13分、23籃板、4.7助攻、2.7抄截                |
| 七   | 黃聰翰    | 兩戰場均轟進2.5顆三分球，可貢獻17分，外帶5助攻            |
| 八   | 呂政儒    | 貢獻場均 18.5分、5.5籃板、3.3助攻、1.3抄截、1阻攻         |
| 九   | 艾爾文    | 在復出後首週便繳出場均貢獻28.5分、7.5籃板、5助攻、2抄截。 |
| 十   | JD Miller | 單週貢獻場均17分、16.8籃板、3助攻、3抄截、2.8阻攻。       |
| 十一 | 李愷諺    | 本季平均貢獻9分、6籃板及3.8助攻。                         |
| 十二 | Zak Irvin | 單週賽事場均貢獻18.3分、9籃板、5助攻、2抄截、0.3阻攻。    |
| 十三 | 謝宗融    | 單週貢獻場均16.3 分、8.8 籃板、1 抄截、0.8 阻攻。         |
| 十四 | 盧峻翔    | 單週場均貢獻17.3分、2.3籃板、1.6助攻、1抄截。             |
| 十五 | 盧峻翔    | 上週他場均可繳出18分、4.5籃板與2助攻。                    |
| 十六 | 托爾伯特  | 第十六週場均貢獻23分、15.5籃板、4.5助攻、1.5抄截、1阻攻。 |

### 單月最佳球員MVP
| 月份   | MVP       | 備註                                                      |
| ------ | --------- | --------------------------------------------------------- |
| 十二月 | JD Miller | 10場出賽，平均每場貢獻19.2分、12.1籃板、2.5助攻。         |
| 一月   | JD Miller | 單月平均可繳出16.5分、11.2籃板、2.8助攻、0.8抄截、1.6阻攻 |
| 三月   | Zak Irvin | 3月份平均繳出19.2分、8.7籃板、5.5助攻、1.9抄截。          |
| 四月   |           |                                                           |

### 個人獎
- 年度最佳洋將：米勒（英语：JD Miller）（台灣啤酒）
- 年度進步獎：謝宗融（台灣銀行）
- 年度前場防守球員：米勒（英语：JD Miller）（台灣啤酒）
- 年度後場防守球員：李愷諺（裕隆納智捷）
- 年度第六人：李啟瑋（台灣啤酒）
- 年度最佳教練：周俊三（台灣啤酒）
- 年度MVP：謝宗融（臺灣銀行）
- 得分王：米勒（英语：JD Miller）（台灣啤酒）
- 助攻王：吳家駿（桃園璞園建築）
- 籃板王：喬丹·托爾伯特（裕隆納智捷）
- 抄截王：喬丹·托爾伯特（裕隆納智捷）
- 阻攻王：米勒（英语：JD Miller）（台灣啤酒）
- 年度第一隊：米勒（英语：JD Miller）（台灣啤酒）、謝宗融（臺灣銀行）、張博勝（臺灣銀行）、李愷諺（裕隆納智捷）、吳家駿（桃園璞園建築）

## 資料來源
1. ↑  杜奕君. . ETtoday. 2021-05-19  [2021-05-19]. （原始内容存档于2022-06-04）.

## 外部連結
- SBL官網 （页面存档备份，存于）